# District Timiș
Timiș (Hongaars: Temes) is een Roemeens district (județ) in de historische regio Transsylvanië, met als hoofdstad Timișoara (326.958 inwoners). De gangbare afkorting voor het district is TM.

## Geografie
Het district heeft een oppervlakte van 8697 km².
De grootste rivier van het district, is de Timiș, die ook door de hoofdstad, van het district, Timișoara stroomt.
Het district grenst aan de volgende districten:
- Arad in het noorden
- Hunedoara in het oosten
- Caraș-Severin in het zuiden
- Servië (regio Voivodina) in het westen
- Hongarije in het noordwesten

## Geschiedenis
Het district Timiș is in haar huidige vorm ontstaan in 1950. Het gebied Banaat was in 1718 bevrijd van de Ottomaanse overheersing en stond daarna direct onder het Habsburgse (Oostenrijkse) gezag. In 1779 kwam het gebied onder het kroonland Hongarije te vallen en werden er comitaten gevormd. Tot 1920 toen het gebied over ging van Hongaarse in Roemeense handen bestond er een comitaat Temes. Dit comitaat werd door de Roemeense overheid samengevoegd met delen van de toenmalige comitaten Krassó-Szörény en Torontál.
De geschiedenis van het district valt samen met die van het gehele Banaat. Er werden na de bevrijding van de Turken op grote schaal nieuwe nederzettingen opgericht. Onder de Turken was het gebied vrijwel geheel verlaten en verwaarloosd. De Habsburgers lieten in de 18e eeuw veel kolonisten uit Zwaben in Duitsland komen.
Deze groep bereikte rond 1900 haar piek qua aantal inwoners. De Duitstaligen waren toen een groep van 201.795 personen (37,2)% van de in totaal 541.849 inwoners van het gebied. De Roemenen vormden in dat jaar met 221.305 personen(40,8%) de grootste minderheid. Verder woonden er Hongaren, Serviërs en Slowaken die ook als kolonisten naar het gebied waren getrokken.

## Demografie

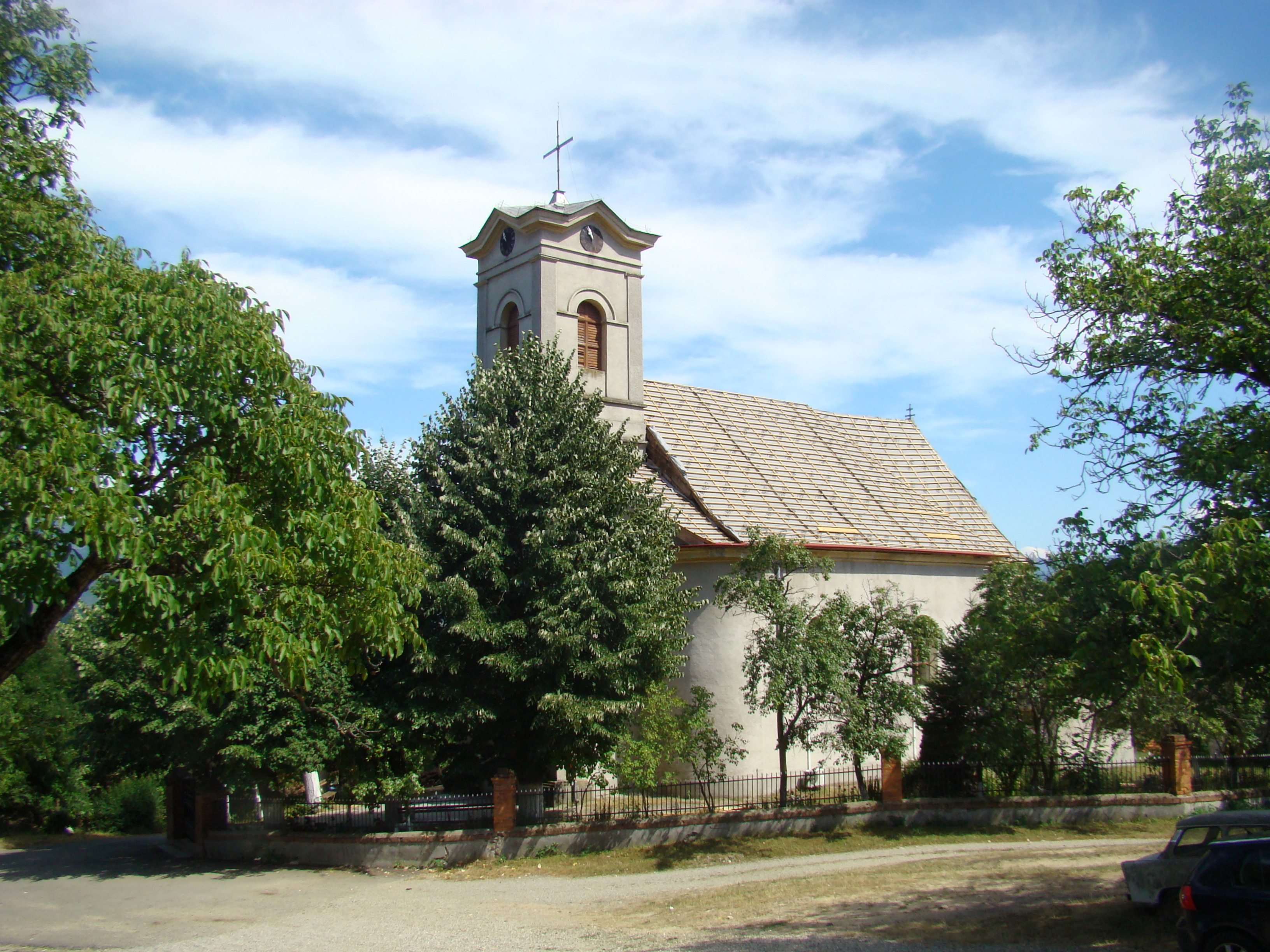
Een katholieke kerk in Slatina-Timiș

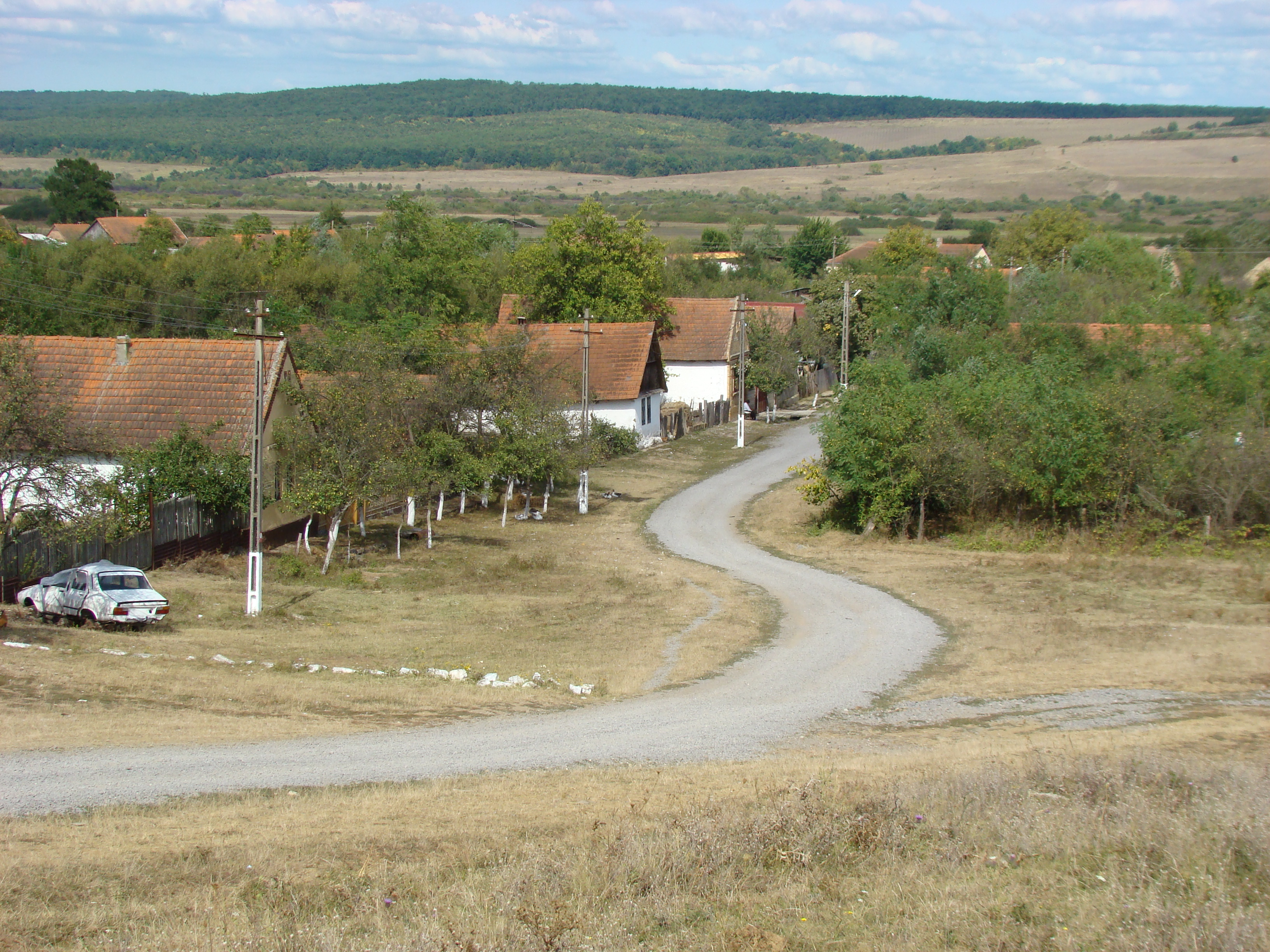
Het dorp Lucareț in district Timiș

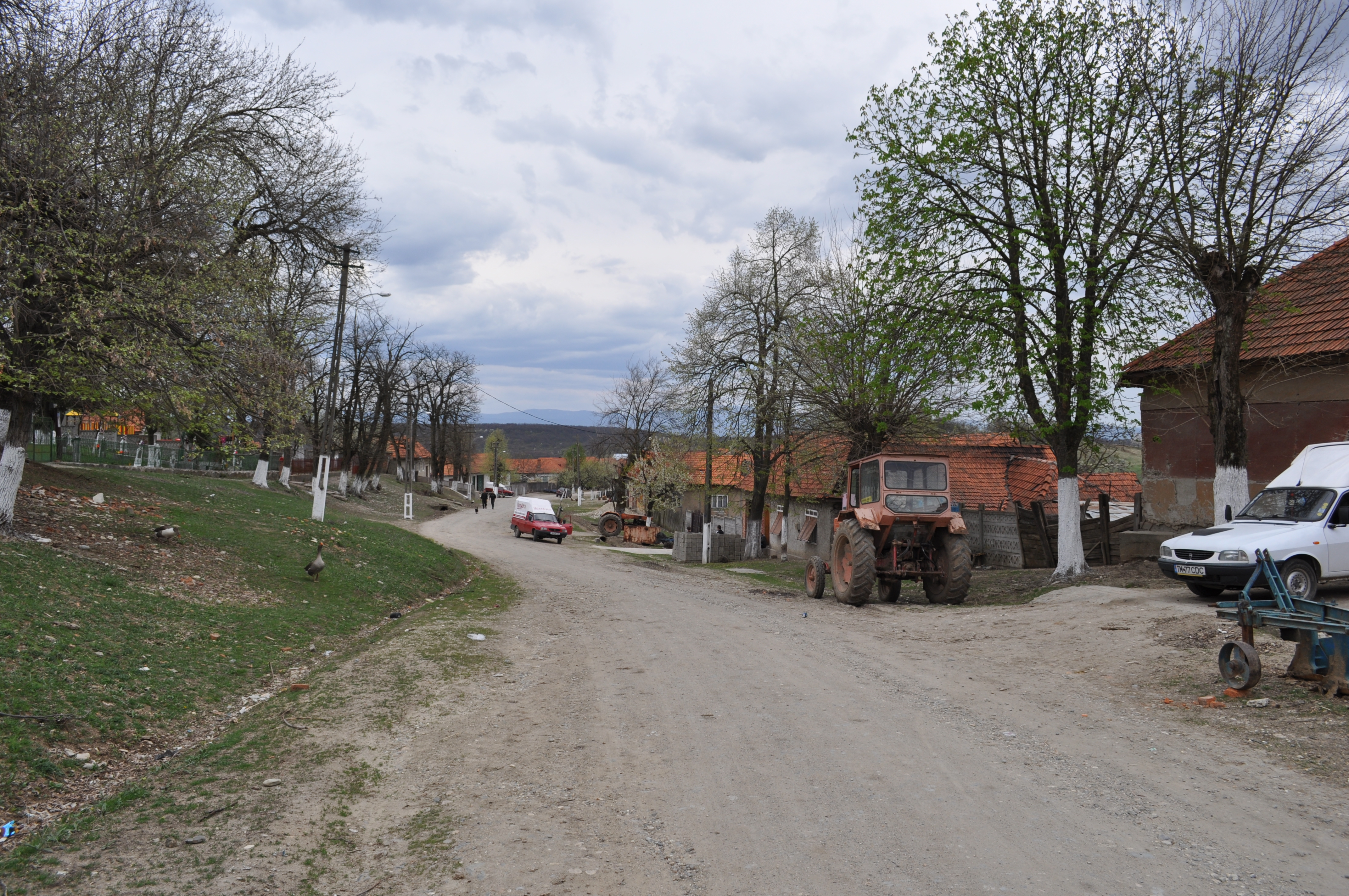
Het dorp Dubești in district Timiș

In het jaar 2011 had Timiș 683.540 inwoners, een toename vergeleken met 677.926 inwoners in de voorafgaande volkstelling van 2002. De leeftijdsstructuur van de bevolking ziet er in 2020 als volgt uit: 17,5% is 0 tot 18 jaar oud; 66,4% is 18 tot en met 64 jaar oud en de overige 16,2% is 65 jaar of ouder.

### Bevolkingsgroepen
De grootste etnische groep in het district Timiș vormen de etnische Roemenen. Naast Roemenen wonen er significante groepen Hongaren, Roma, Serviërs, Duitsers, Oekraïners, Bulgaren en Slowaken. In 2011 woonde meer dan de helft van het aantal Serviërs en Bulgaren in Roemenië in het district Timiș. De laatstgenoemde groep woonde relatief gezien vooral in Dudeștii Vechi. 

### Hongaarse gemeenschap
In 2011 was de Hongaarse gemeenschap van Timiș in totaal 35.295 personen sterk. De grootste groep Hongaren woont in de stad Timisoara (15.264 personen). Ook de steden Lugoj en Jimbolia kennen een aanzienlijke groep Hongaren. Op het platteland zijn er meerdere gemeenten met grotere Hongaarse gemeenschappen zoals Dumbravita, Cenad, Moșnița Nouă, Otelec en Tormac.
Het aantal Hongaren daalt al jaren gestaag, in 1930 vormden ze nog 15% van de totale bevolking, inmiddels is het aandeel gedaald naar onder de 5%. Met name aan de zuidgrens van het district hebben de Hongaren tussen de volkstellingen van 2002 en 2011 veel aan inwoners verloren. Deze gemeenten zijn vanaf nu vooral Roemeenstalig geworden.

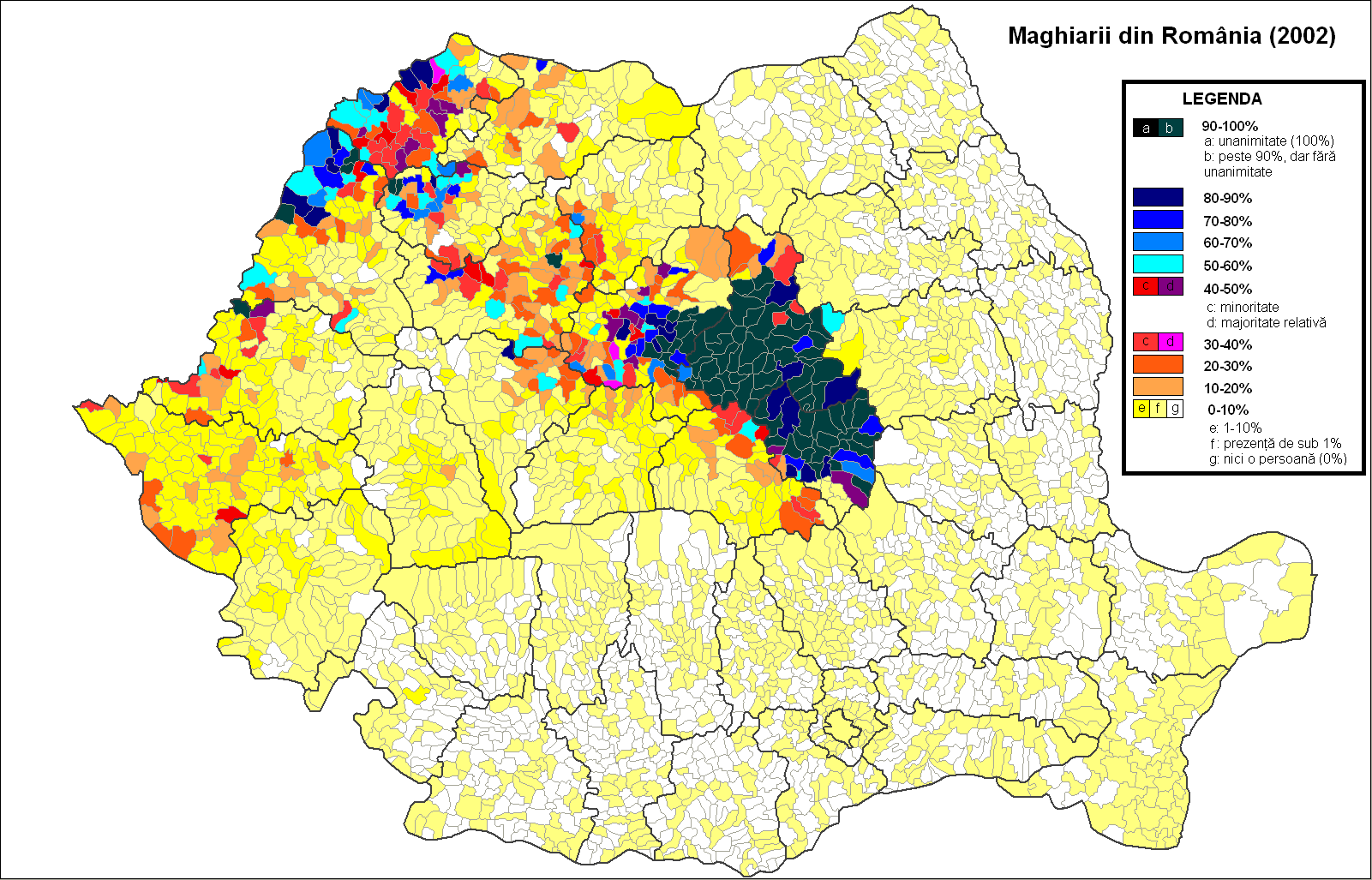
Hongaren in 2002
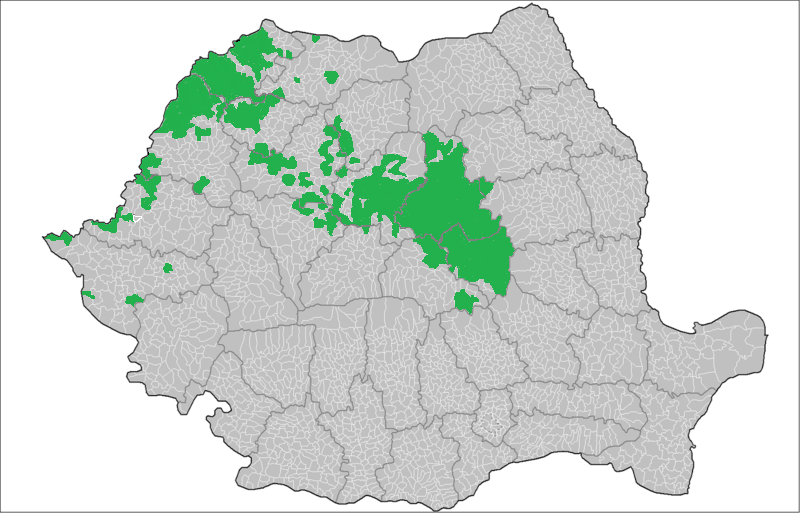
Gemeenten waar de Hongaren meer dan 20% van de bevolking vormen (volkstelling 2011)
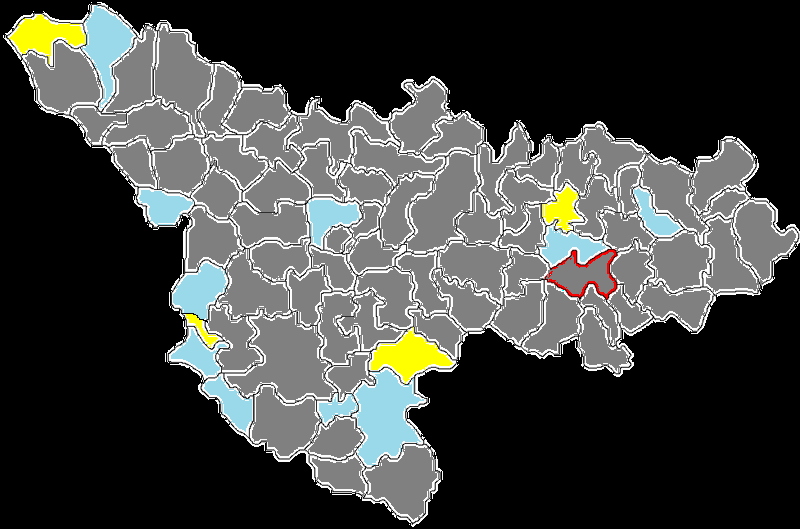
Etnische Hongaren in Timiș

### Duitse gemeenschap

Duitse bevolking in Roemenië

In het district woonde eens een van de grootste groepen Duitstaligen (meer dan 200.000 in 1900) binnen de grenzen van het huidige Roemenië (ontstaan in 1920). De Duitsers worden ook wel Donauschwaben genoemd. De meeste Duitstaligen woonden ten noorden van de rivier de Timiș. Dat er Duitsers naar het gebied trokken was te danken aan de bevrijding van het gebied na 164 jaar overheersing door de Ottomanen. De eerste Duitsers werden naar het gebied overgebracht naar een plan van Generaal Mercy. De eerste plaats waar ze aankwamen was Weißkirchen, het huidige Bela Crkva in 1717. Hier werden 60 huizen gebouwd, de bevolking die aankwam bestond uit Schwaben uit de omgeving van Buda (deel van de huidige Hongaarse hoofdstad Boedapest). Het huidige dorp Carani werd zelfs naar hem genoemd (Mercydorf of Mercyfalva).
Een tweede golf van aanwas met Duitsers kwam tot stand onder keizerin Theresia tussen 1766 en 1772. Er ontstonden vele nieuw gestichte dorpen en steden zoals; Biled, Lenauheim en Triebswetter. 
Onder Keizer Joseph II werden vooral in het nu Servische deel van het Banaat nieuwe Duitse kolonisten verwelkomd. Nadat Joseph overlijdt is zijn broer Leopold degene die een nieuwe inval van de Turken moet meemaken, hierbij sterven 13.000 mensen in het gebied, het aantal Duitsers is rond 1780 gestegen tot circa 60.000 personen. Uiteindelijk gaat de toestroom van Duitsers door tot 1835. In 1840 is het aantal Duitsers in het totale Banaat 233.875. 
De Duitsers en hun nazaten laten het gebied opbloeien, samen met Roemeense en Hongaarse kolonisten wordt de basis gelegd voor het huidige district Timiș.
In 1880 is bij de volkstelling van het district het aandeel van de Duitstaligen met 37,7% het hoogst. Het maximale absolute aantal Duitsers ligt ruim boven de 200.000 inwoners, dit was tijdens de volkstelling van 1900.

## Bestuurlijke indeling

### Steden

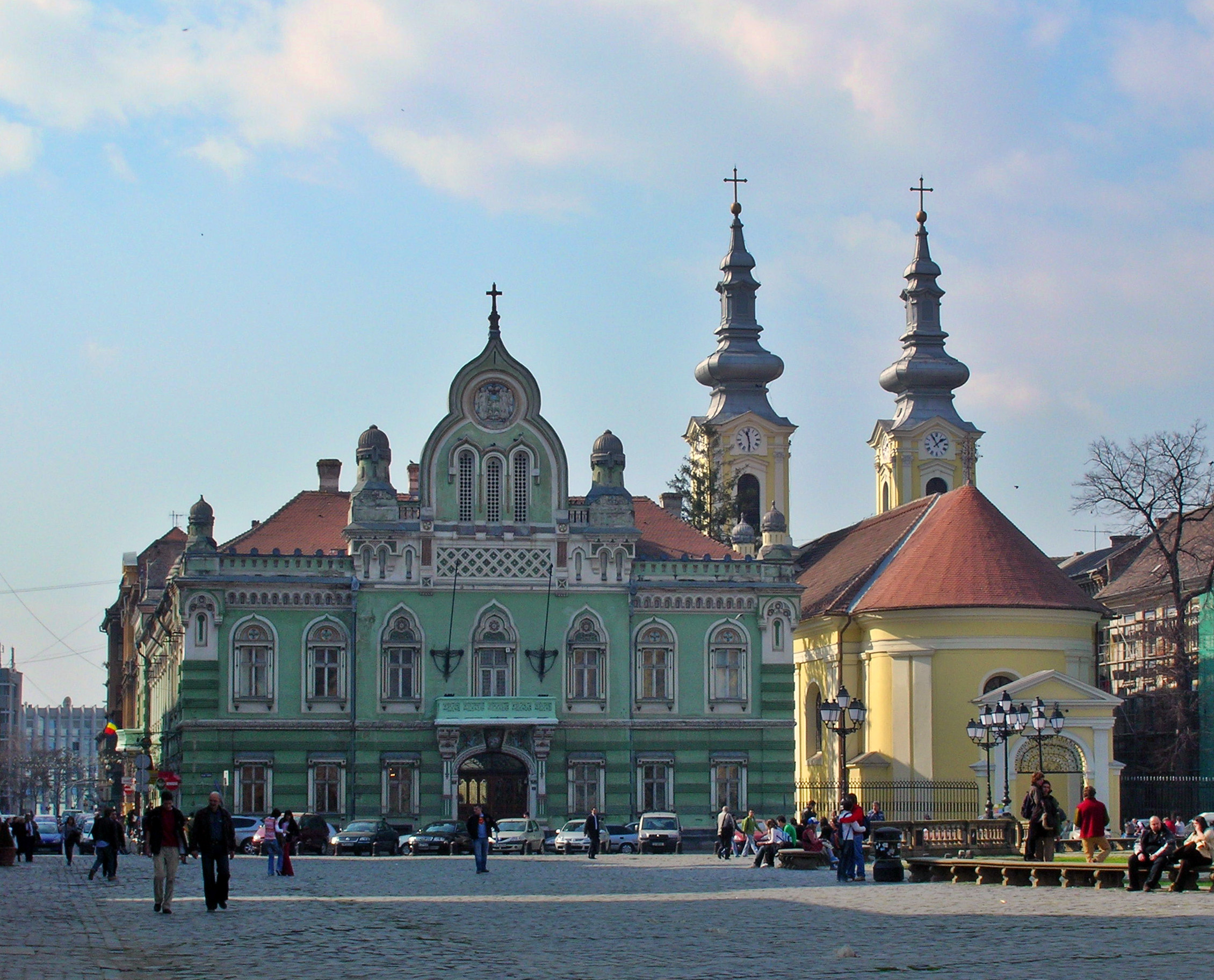
De Piața Unirii (Eenheidsplein) in Timișoara met links het Servisch bisschoppelijk paleis en rechts de Servisch-orthodoxe kathedraal.

- Timișoara
- Lugoj
- Buziaș
- Sânnicolau Mare
- Făget
- Deta
- Jimbolia
- Ciacova

### Gemeenten
Zie de lijst van gemeenten in Timiș